# Saint-Maurice-lès-Couches
Saint-Maurice-lès-Couches ist eine französische Gemeinde mit 177 Einwohnern (Stand 1. Januar 2022) im Département Saône-et-Loire in der Région Bourgogne-Franche-Comté.

## Geografie
Saint-Maurice-lès-Couches liegt an der alten römischen Straße Via Agrippa.

## Geschichte
Die Gemeinde Saint-Maurice-lès-Couches wurde 1295 von den Kapetingern auf dem Gelände einer romanischen Kirche gegründet.

### Bevölkerungsentwicklung
| Jahr      | 1962 | 1968 | 1975 | 1982 | 1990 | 1999 | 2007 |
| Einwohner | 226  | 239  | 220  | 183  | 178  | 164  | 193  |